# Belinda Chandra
Belinda Chandra est un personnage fictif créé par Russell T Davies et interprété par Varada Sethu dans la série télévisée britannique de science-fiction Doctor Who.

## Histoire du personnage
Au cours de l'épisode BOUM de la Saison 1, alors que le Docteur est statique sur une mine, une soldate de l'armée anglicane, appelée Mundy Flynn, menace le Docteur et Ruby jusqu'à ce qu'elle comprenne que l'armée se bat contre rien mais est manipulée par Villengard. Et, étrangement, cette soldate ressemble à Belinda. Est-ce un hasard génétique, ou un lien bien plus sombre ?,
Belinda Chandra est présentée dans l'épisode La Révolution des Robots de la Saison 2. Belinda quitte son travail à l'hôpital au même moment où le Docteur est présent à sa recherche. Alors qu'elle est chez elle, un vaisseau avec des robots l'emmène sur la planète Mllebelindachandra 1 avant de se faire secourir par le Docteur. Après avoir été sauvée, elle exige qu'il la ramène chez elle mais en vain, car le TARDIS semble en faire qu'à sa tête...
À venir...

## Casting et développement
Le 12 avril 2024, il a été révélé que l'actrice Varada Sethu rejoindrait le Quinzième Docteur et Ruby Sunday, malgré des rumeurs annonçant son départ, il est confirmé par la BBC que Millie Gibson reviendrait pour la Saison 2
Dans l'article qui confirme l'arrivée prochaine de Varada, Russell T Davies avoue avoir déjà travaillé avec l'actrice dans une production de la BBC appelée A Midsummer Night’s Dream en 2016.
Varada Sethu a affirmé se sentir chanceuse de faire partie de la famille du Whoniverse et est ravie que Ncuti Gatwa et Millie Gibson l'ait accueillie à bras ouverts.
Radio Times a révélé que Varada Sethu a eu l'offre du rôle de Belinda en Octobre 2023, juste avant de commencer le tournage de cette saison.

### Liste d'apparitions
- Saison 2 - 2025
  - La Révolution des Robots (Épisode 1)
  - Lux (Épisode 2)
  - Le Puits (Épisode 3)
  - Jour de chance (Épisode 4)
  - Le Moteur à Histoires (Épisode 5)
  - Le Concours Interstellaire de la Chanson (Épisode 6)
  - Le Monde du souhait (Épisode 7)
  - La Guerre de la réalité (Épisode 8)

## Réception
À déterminer...